# Козлович, Сергей Алексеевич
Сергей Алексеевич Козлович (1938—2000) — советский работник строительной промышленности, плотник строительного управления № 3 Строительно-монтажного треста «Магнитострой», Герой Социалистического Труда (1991).

## Биография
Родился 21 октября 1938 года в селе Новолюбино Любинского района Омской области.
Окончив магнитогорскую школу ФЗО № 29 в строительном управлении «Бетонстрой» треста «Магнитострой», работал плотником-бетонщиком (1955—1985) и бригадиром плотников-бетонщиков (1985—2000). Участвовал в строительстве и реконструкции многих объектов Магнитогорского металлургического комбината (ММК). Также участвовал в возведении очистных сооружений в Правобережном районе Магнитогорска, производственных корпусов Челябинского завода гипсоволокнистых плит, сельских объектов.
С. А. Козлович содействовал внедрению металлической опалубки при возведении нулевых циклов промышленных объектов, а также применению несъемной опалубки и укладки бетонной смеси на сооружении фундаментов под машину непрерывного литья ММК. В течение многих лет выработка на человека в бригаде Козловича составляла 6,5 м³ при норме 2,7 м³. Он был соавтором ряда рационализаторских предложений. Ветеран «Магнитостроя».
Умер 4 октября 2000 года в Магнитогорске, похоронен на Левобережном кладбище.
В память об С. К. Козловиче на здании СУ № 3 треста «Магнитострой» ему в 2001 году установлена мемориальная доска (ул. Профсоюзная, 22).

## Награды
- Указом Президента СССР за большой вклад в сооружение кислородно-конвертерного цеха Магнитогорского металлургического комбината и строительство объектов социальной сферы города Магнитогорска плотнику строительного управления № 3 Козловичу Сергею Алексеевичу 30 июля 1991 года было присвоено звание Героя Социалистического Труда с вручением ордена Ленина и золотой медали «Серп и Молот».[3]
- Также был награжден орденами Трудового Красного Знамени и «Знак Почета»; медалями, среди которых «За доблестный труд. В ознаменование 100-летия со дня рождения В. И. Ленина».